# Entognatha
Entognatha so poleg žuželk ena od dveh glavnih skupin šesteronožnih členonožcev, v katero uvrščamo tri redove: skakače, dvorepke in proture. Skupina je dobila ime po tem, da imajo predstavniki »entognaten« obustni aparat - skelet glave od zunaj obdaja obustne okončine in se od zunaj vidijo samo njihove konice, preostanek pa je skrit v t. i. gnatalni votlini pred usti.
Ker imajo predstavniki enako kot žuželke tri pare nog, so jih tradicionalno uvrščali med nekrilate žuželke, skupaj s pračeljustnicami in ščetinorepkami. Vendar pa danes prevladuje mnenje, da se je ta značilnost razvila vsakič ločeno in da Entognatha niso žuželke. Kljub temu, da obstajajo znaki, po katerih si skakači, dvorepke in proturi niso bližnje sorodni med seboj (tj. se naj ne bi vsi razvili iz skupnega prednika), pa specializiranost obustnega aparata in molekularni znaki podpirajo monofilijo ter s tem veljavnost razreda Entognatha kot sestrskega taksona žuželkam znotraj šesteronožnih členonožcev.
Predstavniki razreda so talne živali in z izjemo skakačev razmeroma redke. Poleg zgradbe obustnega aparata jih združuje tudi reduciranost sestavljenih oči in izločal - Malpighijevih cevk, vendar so lahko to sekundarni znaki.